# 大明丘
大明丘（だいみょうがおか）は、鹿児島県鹿児島市の町丁。郵便番号は892-0872。人口は2,888人、世帯数は1,450世帯（2020年4月1日現在）。大明丘一丁目から大明丘三丁目まであり、大明丘一丁目から大明丘三丁目まで全域で住居表示を実施している。
鹿児島開発事業団によって大明ヶ丘団地（だいみょうがおかだんち）として造成された住宅団地である。

## 地理
鹿児島市北部に位置し、吉野町に連なる吉野台地の上に所在する新興住宅地である。町域の西方から北方を経て東方にかけて吉野町、南方に東坂元、坂元町が接している。
町域の西端には鹿児島市立大明丘小学校が所在する。市営住宅を中心とした新興住宅街であり、大明ケ丘中央交差点を中心に東西南北に住宅街が広がっている。

### 河川
- 稲荷川
- 大石様川

## 歴史

### 団地の開発
大明ヶ丘団地として鹿児島市から委託を受けた鹿児島開発事業団によって開発された住宅団地であり、1965年（昭和40年）9月に着工し、同年10月25日に起工式が挙行された。
開発者である鹿児島開発事業団が発行した「鹿児島開発事業団史 二十八年のあゆみ」によれば、大明ヶ丘団地の開発により鹿児島市の過疎地域として取り残されていた吉野地域の開発の突破口となることを期待されていた。同年12月から段階的に分譲が始まった。1970年（昭和45年）には大明丘小学校が開校した。

### 町丁の設置
1986年（昭和61年）2月9日に大明ヶ丘団地の区域において住居表示が実施されることとなり、それに伴い町域の再編が実施され吉野町の一部より「大明丘一丁目」、「大明丘二丁目」、「大明丘三丁目」が設置された。同時に大明丘一丁目から大明丘三丁目までの区域で住居表示が実施された。

### 町域の変遷
| 分割後               | 分割年             | 分割前         |
| -------------------- | ------------------ | -------------- |
| 大明丘一丁目（新設） | 1986年（昭和61年） | 吉野町（一部） |
| 大明丘二丁目（新設） | 1986年（昭和61年） | 吉野町（一部） |
| 大明丘三丁目（新設） | 1986年（昭和61年） | 吉野町（一部） |

## 人口

### 丁目別
|              | 世帯数 | 人口  |
| ------------ | ------ | ----- |
| 大明丘一丁目 | 271    | 595   |
| 大明丘二丁目 | 438    | 837   |
| 大明丘三丁目 | 741    | 1,456 |

### 国勢調査
以下の表は国勢調査による小地域集計が開始された1995年以降の人口の推移である。
| 年                 | 人口  |
| ------------------ | ----- |
| 1995年（平成7年）  | 4,096 |
| 2000年（平成12年） | 3,787 |
| 2005年（平成17年） | 3,530 |
| 2010年（平成22年） | 3,109 |
| 2015年（平成27年） | 2,713 |

## 施設

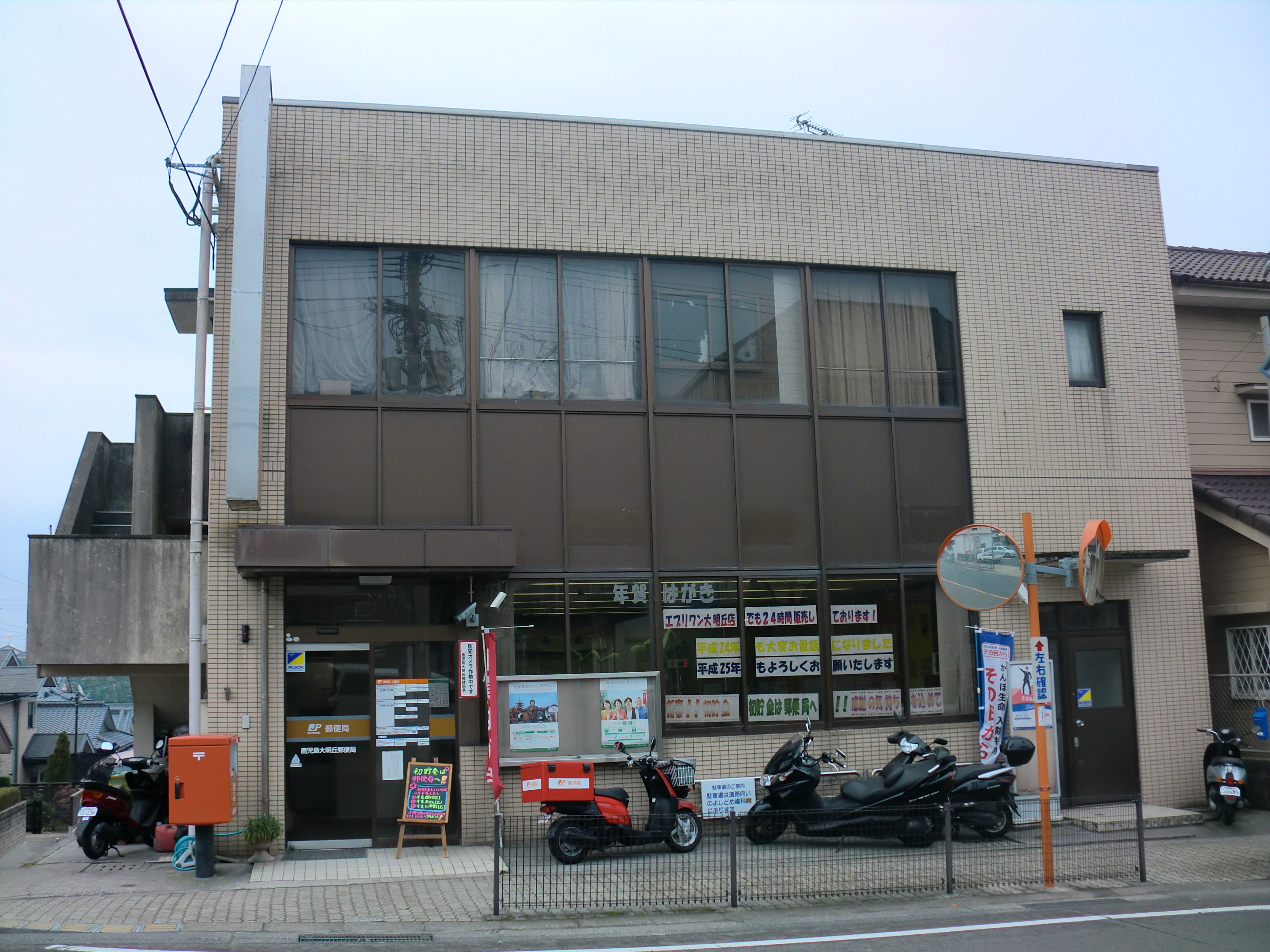
鹿児島大明丘郵便局

### 公共
- 大明ケ丘公民館

### 教育
- 鹿児島市立大明丘小学校[20]
- 鹿児島小鳩幼稚園[21]

### 郵便局
- 鹿児島大明丘郵便局[22]

### 宗教
- 吉野キリストの教会[23]

## 小・中学校の学区
市立小・中学校に通う場合、学区（校区）は以下の通りとなる。
| 町丁         | 番・番地 | 小学校                 | 中学校               |
| ------------ | -------- | ---------------------- | -------------------- |
| 大明丘一丁目 | 全域     | 鹿児島市立大明丘小学校 | 鹿児島市立吉野中学校 |
| 大明丘二丁目 | 全域     | 鹿児島市立大明丘小学校 | 鹿児島市立吉野中学校 |
| 大明丘三丁目 | 全域     | 鹿児島市立大明丘小学校 | 鹿児島市立吉野中学校 |